# Vagotonia
La vagotonia o parasimpaticotonia è la tendenza, tipica di alcuni individui, alla prevalenza dell'attività del sistema nervoso parasimpatico ed in particolare del nervo vago (da cui il nome) che ne costituisce la maggiore espressione. Il termine è la definizione opposta della simpaticotonia.

## Caratteristiche
Non si tratta di una malattia, ma di una caratteristica costituzionale, che si riscontra negli individui generalmente brachitipi (con sviluppo prevalente del tronco rispetto agli arti), e che comporta una tendenza all'ipotensione arteriosa, facilità alla sudorazione eccessiva, bradicardia, eccessiva secrezione lacrimale, miosi.
Gli individui vagotonici inoltre hanno la tendenza a soffrire di disturbi dell'apparato gastroenterico, ad essere più soggetti all'ansia, all'artitrismo, all'aterosclerosi, irritabilità.